# Ukpe-bayobiri
L'ukpe-bayobiri és una llengua que es parla al sud-est de Nigèria. Es parla a les LGAs d'Obudu i d'Ikom, a l'estat de Cross River.
L'ukpe-bayobiri és una llengua de la família lingüística de les llengües bendi, que formen part de les llengües del riu Cross. Les altres llengües que formen part de la seva família lingüística són l'alege, el bete-bendi, el bekwarra, el bokyi, l'ubang i l'utugwang-irungene-afrike, totes elles de Nigèria.

## Dialectologia
Els dialectes de l'ukpe-bayobiri són el bayobiri i l'ukpe.

## Ús de la llengua
L'ukpe-bayobiri és una llengua vigorosa (6a). Tot i que no està estandarditzada, és utilitzada per gent de totes les generacions.

## Població i religió
El 92% dels 31.000 parlants d'ukpe-bayobiri són cristians. D'aquests el 50% són protestants, el 40% catòlics i el 10% pertanyen a esglésies cristianes independents. El 8% restant creuen en religions tradicionals africanes.